# كمون الجبل

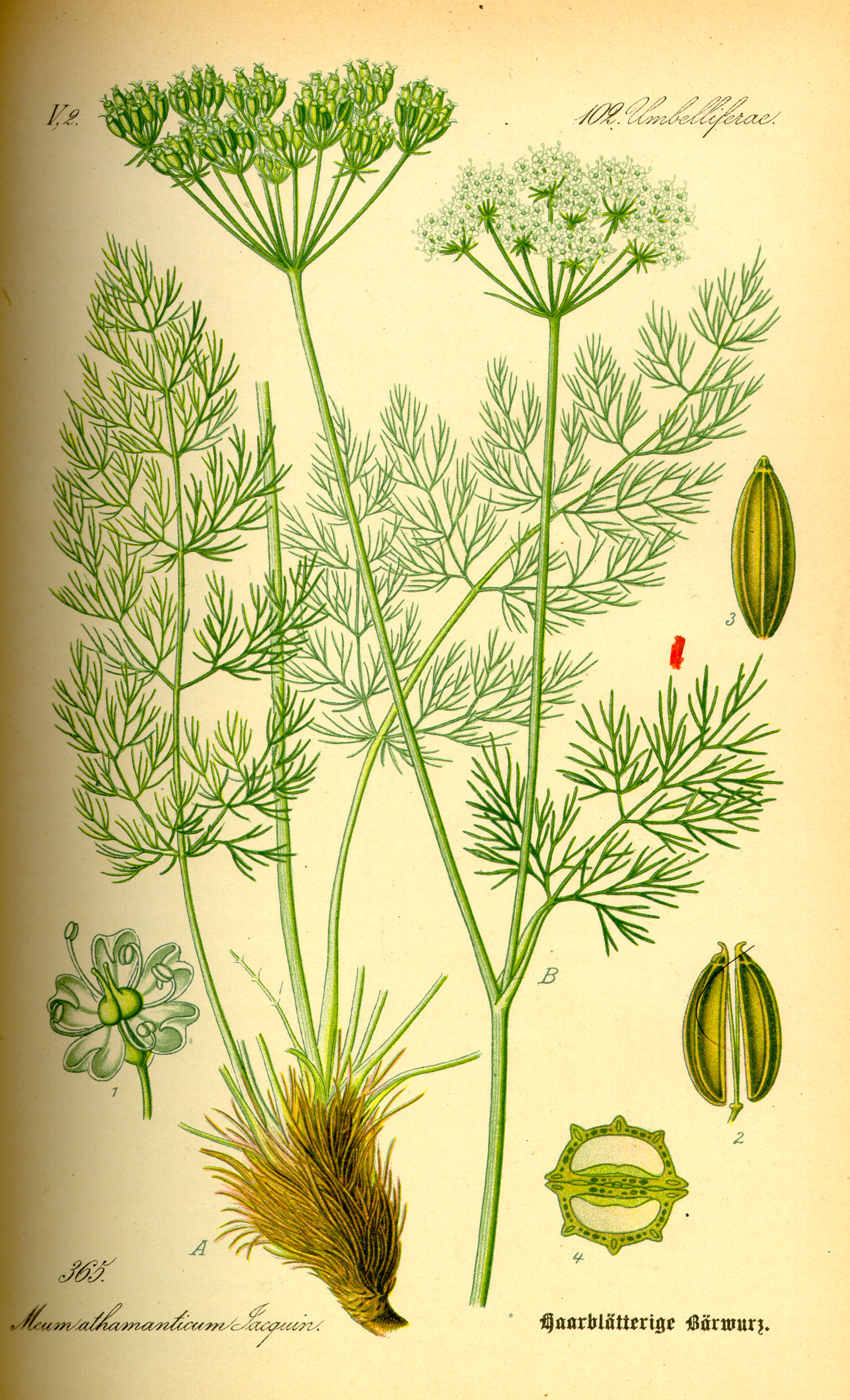
كمّون الجبل

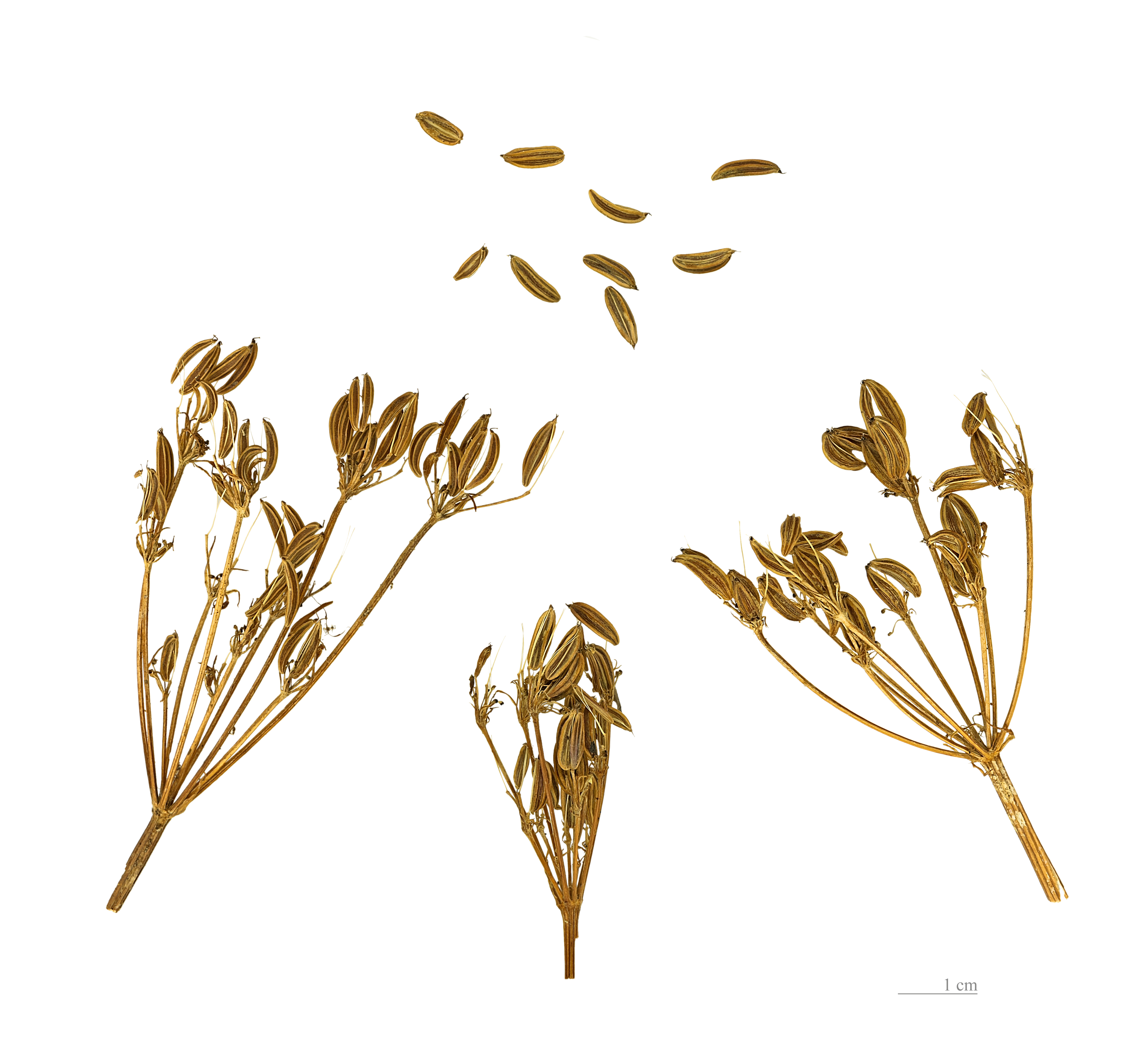
Meum athamanticum

كَمُّون الجَبَل أو المُو (من اليونانية: مِيُونْ) أو البَسْبَسَة أو سُنبل الأسد أو شبث بري أو جَزر بري نبات اسمه العلمي (. Meum athamanticum L).
وفي كتاب القانون في الطب للشيخ الرئيس ابن سينا (قس) في الجزء الأول ص ٥٥٤ ان المو: ذو طبيعة حارة يابسة في الثالثة، ينفع شرباً وطلاءً لأوجاع المفاصل، وينفع الكبد الباردة والنفخ فيها، ونافع من عسر البول شرباً وضماداً، وكذلك من اوجاع المثانة، ويدر الطمث، وينفع من وجع الارحام، وبنفع من المغص والنفخ في الباطنية، وله فوائد عديدة، ولكن الاكثار منه يُصدع.